# Jeremy Renner
Jeremy Lee Renner, född 7 januari 1971 i Modesto, Kalifornien, är en amerikansk skådespelare. 
Jeremy Renner är bland annat känd för rollen som Brian Gamble i filmen S.W.A.T., Sergeant Doyle i 28 veckor senare samt som Clint Barton/Hawkeye i The Avengers.

## Biografi
Renner föddes i Modesto i Kalifornien. Han utexaminerades från Fred C. Beyer High School och fortsatte sina studier på Modesto Junior College.
År 2003 var han en av de hoppfulla skådespelarna i det amerikanska reality-TVprogrammet The IT Factor, i vilket tittarna fick följa några skådespelare i jakten på framgång.
Jeremy Renner har gjort karriär på att spela karismatiska antihjältar. Han har spelat en 1700-tals vampyr, en vapentokig alkoholist och en notorisk seriemördare. Utöver att ha gjort flera teaterframträdanden har han spelat med i flera större independentfilmer. För en av dessa, The Hurt Locker en krigsfilm om Irakkriget, nominerades han 2010 till en Oscar för bästa manliga huvudroll. 2011 nominerades han igen, i kategorin Bästa manliga biroll för sin roll som James Coughlin i The Town. Andra filmroller i vilka han uppmärksammats är filmen Dahmer om seriemördaren Jeffrey Dahmer och Mordet på Jesse James av ynkryggen Robert Ford. Han har även medverkat i avsnitt av TV-serier som CSI: Crime Scene Investigation, House och Angel.
Den 1 januari 2023 lades Renner in på sjukhus efter en olycka när han plogade snö vid sin bostad på landsbygden. Han flögs med helikopter till ett lokalt sjukhus. En representant sa att han är i "kritiskt men stabilt tillstånd". Den 2 januari hade han opererats och låg kvar på intensivvårdsavdelningen i kritiskt tillstånd. Den 17 januari meddelade Renner att han hade skrivits ut från sjukhuset och återvänt hem för att fortsätta sitt tillfrisknande.

## Filmografi

### TV
| År   | Titel                          | Roll                               | Noteringar                            |
| ---- | ------------------------------ | ---------------------------------- | ------------------------------------- |
| 1995 | Deadly Games                   | Tod                                | Avsnitt "Boss"                        |
| 1996 | Strange Luck                   | Jojo Picard                        | Avsnitt "Blinded by the Son"          |
| 1996 | A Friend's Betrayal            | Simon                              | TV-film                               |
| 1997 | A Nightmare Come True          | Steven Zarn                        | TV-film                               |
| 1999 | Zoe, Duncan, Jack & Jane       | Jack                               | Pilot avsnitt                         |
| 1999 | The Net                        | Ted Nida                           | Avsnitt "Chem Lab"                    |
| 1999 | Time of Your Life              | Taylor                             | Avsnitt "The Time the Truth Was Told" |
| 2000 | Angel                          | Penn                               | Avsnitt "Somnambulist"                |
| 2001 | CSI: Crime Scene Investigation | Roger Jennings                     | Avsnitt "Alter Boys"                  |
| 2007 | House                          | Jimmy Quidd                        | Avsnitt "Games"                       |
| 2009 | The Unusuals                   | Jason Walsh                        | 10 avsnitt                            |
| 2009 | The Oaks                       | Dan                                | Pilot avsnitt                         |
| 2012 | Robot Chicken                  | Sergeant First Class William James | Avsnitt "Fool's Goldfinger"           |
| 2012 | Saturday Night Live            | Host                               | Avsnitt "Jeremy Renner/Maroon 5"      |
| 2014 | The World Wars                 | Berättaren                         |                                       |
| 2014 | Louie                          | Jeff Davis                         | Avsnitt "In the Woods"                |
| 2021 | What If...?                    | Clint Barton/Hawkeye               | Röstroll                              |
| 2021 | Hawkeye                        | Clint Barton/Hawkeye               |                                       |

### Film
| År   | Titel                                          | Roll                               | Noteringar     |
| ---- | ---------------------------------------------- | ---------------------------------- | -------------- |
| 1995 | Full speed igen!                               | Dags                               |                |
| 2002 | Dahmer                                         | Jeffrey Dahmer                     |                |
| 2002 | Monkey Love                                    | Dil                                |                |
| 2003 | S.W.A.T.                                       | Brian Gamble                       |                |
| 2004 | The Heart Is Deceitful Above All Things        | Emerson                            |                |
| 2005 | A Little Trip to Heaven                        | Fred                               |                |
| 2005 | North Country                                  | Bobby Sharp                        |                |
| 2005 | 12 and Holding                                 | Gus Maitland                       |                |
| 2005 | Neo Ned                                        | Ned                                |                |
| 2005 | Lords of Dogtown                               | Jay Adams Manager                  | Okrediterad    |
| 2006 | Love Comes to the Executioner                  | Chick Prigusivac                   |                |
| 2007 | Mordet på Jesse James av ynkryggen Robert Ford | Wood Hite                          |                |
| 2007 | 28 veckor senare                               | Sergeant Doyle                     |                |
| 2007 | Take                                           | Saul                               |                |
| 2009 | Lightbulb                                      | Sam                                |                |
| 2009 | The Hurt Locker                                | Sergeant First Class William James |                |
| 2010 | The Town                                       | James "Jem" Coughlin               |                |
| 2011 | Thor                                           | Clint Barton/Hawkeye               | Cameo          |
| 2011 | Mission: Impossible – Ghost Protocol           | William Brandt                     |                |
| 2012 | The Avengers                                   | Clint Barton/Hawkeye               |                |
| 2012 | The Bourne Legacy                              | Aaron Cross/Kenneth J. Kitsom      |                |
| 2013 | Hansel & Gretel: Witch Hunters                 | Hansel                             |                |
| 2013 | The Immigrant                                  | Orlando the Magician               |                |
| 2013 | American Hustle                                | Angelo Errichetti                  |                |
| 2014 | Kill the Messenger                             | Gary Webb                          | Även producent |
| 2015 | Avengers: Age of Ultron                        | Clint Barton/Hawkeye               |                |
| 2015 | Mission: Impossible – Rogue Nation             | William Brandt                     |                |
| 2016 | Captain America: Civil War                     | Clint Barton/Hawkeye               |                |
| 2016 | Arrival                                        | Ian Donnelly                       |                |
| 2017 | Wind River                                     | Cory Lambert                       |                |
| 2017 | The House                                      | Tommy                              |                |
| 2018 | Tag                                            | Jerry                              |                |
| 2019 | Avengers: Endgame                              | Clint Barton / Hawkeye             |                |
| 2019 | Arctic Justice                                 | Swifty                             | Röstroll       |
| 2021 | Black Widow                                    | Clint Barton / Hawkeye             | Röst (cameo)   |
| 2021 | Back Home Again                                | Lieutenant Timber                  | Röstroll       |
| 2025 | Wake Up Dead Man: A Knives Out Mystery         | TBA                                |                |